# Thea Ehre
Thea Ehre (ur. 19 grudnia 1999 w Wels) – austriacka aktorka filmowa i telewizyjna, będąca transkobietą.
Urodziła się i wychowała w Górnej Austrii. Studiowała medioznawstwo w Wiedniu, gdzie do dziś mieszka.
Po występach w telewizji swoją pierwszą filmową rolę zagrała w thrillerze Do końca nocy (2023) w reżyserii Christopha Hochhäuslera. Kreacja transpłciowej uwodzicielki i kryminalistki Leni przyniosła jej Srebrnego Niedźwiedzia za najlepszą rolę drugoplanową na 73. MFF w Berlinie. Odbierając nagrodę, Ehre zadedykowała ją społeczności trans.